# ウーファ (映画会社)
ウーファ（UFA）は、1917年から1945年の間、ヴァイマル共和政下と第二次世界大戦中にかけて隆盛を誇ったドイツの映画会社である。当時の正式名称は Universum Film AG であった。現在でも UFA GmbH としてポツダムのバーベルスベルク地区に本社をおき、ベルテルスマングループ傘下の番組制作会社となっている。

## 歴史
ウーファは1917年、第一次世界大戦のためのプロパガンダ映画や公共映画を制作する制作会社としてベルリンに設立された。政府の命令であったが、資金はドイツ銀行の元重役エミル・ゲオルク・フォン・シュタウスが代表したコンソーシアムが拠出した。1925年にハリウッドのパラマウント映画とメトロ・ゴールドウィン・メイヤーを相手方にパルファメト協定をむすんだ。この協定は、二国間で作品の輸出を認め合い、見返りにウーファが1700万ドルを受け取るというものだった。

### ヴァイマル時代

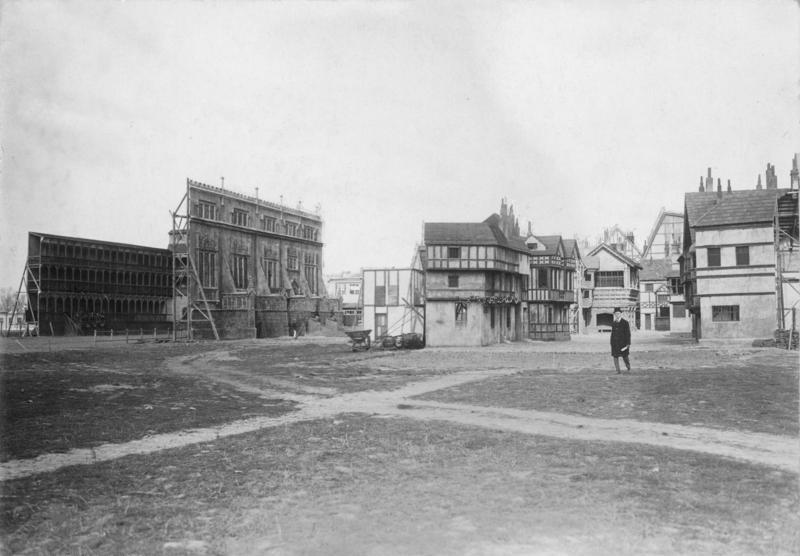
ベルリンのテンペルホーフにあった撮影スタジオ(1920年)

1921年に民営化され、毎年600本もの作品を送り出すドイツ映画界を代表する制作会社となり、その作品は国際的にも高い評価を得るようになって行く。活躍した映画監督には『ドクトル・マブゼ』（1922）や
「美と力への道」(1925）『メトロポリス』（1926）のフリッツ・ラング、『吸血鬼ノスフェラトゥ』（1921）や『最後の人』（1925）のF・W・ムルナウ、『嘆きの天使』（1930）のジョセフ・フォン・スタンバーグ、『南の誘惑』(1937）のダグラス・サークなどがいる。
俳優では、エミール・ヤニングス、ポーラ・ネグリ、コンラート・ファイト、マレーネ・ディートリヒ、ヴェルナー・クラウス、リリアン・ハーヴェイ、ヴィリー・フリッチ、ハンス・アルバース、ヤン・キープラ、マルタ・エゲルトなどがサイレントからトーキー初期にかけて活躍した。
実験的な作品や過激な作品も制作する一方、ドイツ映画特有のジャンルである山岳映画も製作。『モンブランの嵐』（1931）のアーノルド・ファンクをはじめ、ハンネス・シュナイダーやレニ・リーフェンシュタールなどを生み出している。
一方ではトーキー作品も多く作られ、前述の『嘆きの天使』（1930）、『制服の処女』（1931）などのシリアスな劇映画、『ガソリンボーイ三人組』（1930）、『狂乱のモンテカルロ』（1931）、『会議は踊る』（1931）、『三文オペラ』（1931）『ワルツ合戦』（1933）などのシネオペレッタと呼ばれる音楽映画が相次いで製作され、レベルの高い作品と楽しい主題歌は世界中でヒットした。
1920年代後半には財政難に陥り、1927年に実業家のアルフレート・フーゲンベルクによって買収された。フーゲンベルクは後に右翼のドイツ国家人民党党首となり、党のプロパガンダとしても映画を利用した。

### ナチス時代

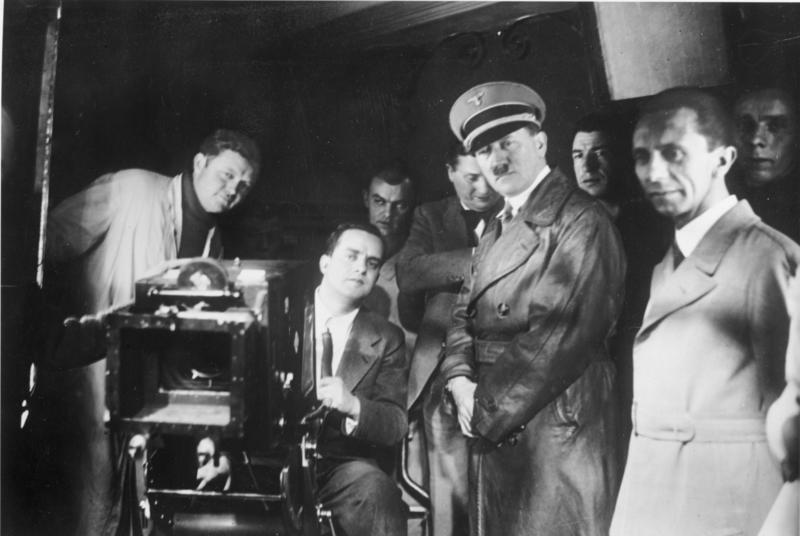
ウーファを視察するヒトラーとゲッベルス

1933年に選挙で選ばれたヒトラーが政権を取ると、国家人民党はナチスと連立を組みフーゲンベルクはヒトラー内閣の経済相・農相となった。このような経緯によって、ウーファはナチスのプロパガンダ映画も製作するようになる。また、「ウーファ・パラスト」（ウーファ宮殿）と呼ばれた豪奢な映画館も、大都市に建設された（ベルリンのウーファ・パラスト・アム・ツォーなど）。
さらに1937年にはナチ党がウーファの株を72%取得、宣伝大臣ヨーゼフ・ゲッベルスは、映画の力を重要視しウーファの人事権や経営権に介入、1942年には完全に国有化される。この間にフリッツ・ラングやエルンスト・ルビッチ、ビリー・ワイルダーやマレーネ・ディートリヒなどのユダヤ系・反ナチスの映画関係者が海外に亡命している。
ナチス政権下では、『突撃隊員ブラント』、『ヒトラー少年クヴェックス』、『ユダヤ人ジュース』、『ロスチャイルド家』などのプロパガンダ映画がつくられる一方、『誓ひの休暇』、『ほら男爵の冒険』などの良作も製作された。映画人も、エミール・ヤニングスやヴェルナー・クラウス、ツァラー・レアンダーなどのスターが残ったが、かつての高レベルの映画を作る勢いはなかった。
1939年9月の第二次世界大戦勃発後も映画活動は続けられ、戦意高揚を主な目的に多数の作品が製作された。1945年1月、ソ連軍の砲火が迫る中、ゲッベルスの肝いりで制作された最後の大作『コルベルク』が封切られたが、もはや国内は映画どころではなかった。5月にドイツが降伏して以降、『コルベルク』の上映は禁止された。

### 戦後
第二次大戦後にはナチスとの関連が要因で、活動を停止する。政治にまったく関係のない映画作品であっても、ウーファの名前を削って再発するという事態にまでなる。東ドイツにあったスタジオは「Deutsche Film AG」(de:DEFA) として存続したが、ドイツ再統一後の1990年に倒産。西側でもウーファを復興させようという動きがあったが、失敗に終わった。会社自体は1991年以来、ベルテルスマングループ傘下のテレビ番組の制作会社として残っている。

## 関連文献
- クラウス・クライマイアー著、平田達治、宮本春美、山本佳樹、原克、飯田道子、須藤直子、中川慎二訳『ウーファ物語 ある映画コンツェルンの歴史』（鳥影社・ロゴス企画部、2005年）